# Bojantsi
Bojantsi (bulgariska: Боянци) är ett distrikt i Bulgarien.   Det ligger i kommunen Obsjtina Asenovgrad och regionen Plovdiv, i den centrala delen av landet, 150 km sydost om huvudstaden Sofia.
Trakten runt Bojantsi består till största delen av jordbruksmark. Runt Bojantsi är det ganska tätbefolkat, med 100 invånare per kvadratkilometer.